# Victor Alphonse Duvernoy
Victor Alphonse Duvernoy (ur. 30 sierpnia 1842 w Paryżu, zm. 7 marca 1907 tamże) – francuski pianista i kompozytor.
Był synem znanego basa-barytona Charles’a-François Duvernoy i bratem Edmonda Duvernoy, barytona i pianisty. Studiował grę na fortepianie i kompozycję w Konserwatorium Paryskim, gdzie jego nauczycielami byli Antoine François Marmontel, François Bazin i Mathurin Barbereau. W roku 1886 został profesorem konserwatorium w klasie fortepianu. Do jego uczniów należeli między innymi Aleksandr Winkler i Norah Drewett.
Skomponował kilka oper, balet, dzieła muzyki symfonicznej i kameralnej oraz liczne utwory fortepianowe. W roku 1900 jego poemat symfoniczny La Tempête otrzymał Grand Prix de la Ville de Paris. Za działalność w zakresie muzyki kameralnej odebrał nagrodę Prix Chartier.

## Główne dzieła

### Utwory sceniczne
- Sardanapale, opera w 3 aktach, 1882, z librettem Pierre’a Bertona na podstawie dramatu George’a Byrona
- Le baron Frick, operetka w jednym akcie, 1885, z librettem Ernesta Depré i Charles’a Clairville’a
- Hellé, opera w 4 aktach, 1896, z librettem Charles’a Nuittera i Camille'a du Locle
- Bacchus, balet w 3 aktach, 1902, z librettem Georges’a Hartmanna i Jacques’a Hansena na podstawie poematu Auguste’a Mermeta

### Koncerty fortepianowe
- Deux fragments symphoniques, 1876
- Morceau de concert op. 20, 1877
- Scène de bal op. 28, 1885
- Fantaisie symphonique, 1905

### Muzyka kameralna
- Trio fortepianowe op. 22, 1868
- Sonata op. 23 nr 1 na skrzypce i fortepian, 1885
- Serenada na trąbkę, dwoje skrzypiec, altówkę, wiolonczelę, kontrabas i fortepian op. 24, 1906
- Deux morceaux na flet i fortepian, op. 41, 1898
  1. Lamento
  2. Intermezzo
- Kwartet skrzypcowy op. 46, 1899
- Lied na altówkę i fortepian op.47, 1901
- Sonata na skrzypce i fortepian op. 51 nr 2, 1905

### Utwory fortepianowe
- Six pièces, 1868
  1. Romance sans paroles
  2. Gavotte
  3. Prélude
  4. Poco agitato
  5. Chanson
  6. Étude
- Ballade op. 8 nr 1, 1872
- Sérénade op. 8 nr 2, 1872
- Queen Mab, 1872
- Regrets!, 1872
- Le message, 1875
- Cinq pièces de genre, 1876
- Voyage où il vous plaira op. 21, 1879
  1. En route!
  2. Récit
  3. Menuet
  4. Orientale
  5. Conversation
  6. Allegrezza
  7. Promenade
  8. Ischl
  9. Souvenir
  10. Moment de caprice
  11. Chanson
  12. Un soir
  13. Inquiétude
  14. Kilia
  15. Retour
- Pensée musicale op. 25, 1885
- Intermède op. 26, 1885
- Scherzetto op. 27, 1885
- Deux pièces op. 35, 1885
- Sous bois op. 36, 1894
- L'école du mécanisme, 1903

### Muzyka chóralna
- La tempête, poemat symfoniczny w 3 częściach na solistów, chór i orkiestrę według Burzy Williama Shakespeare’a, 1880
- Cléopâtre, scena liryczna na sopran, chór i orkiestrę, 1885

### Utwory wokalne
- Six mélodies na głos i fortepian, op. 7
  1. Amour, do słów Pierre’a de Ronsarda
  2. La caravane humaine, do słów Théophile’a Gautiera
  3. Romance, do słów Théophile’a Gautiera
  4. Les matelots, do słów Théophile’a Gautiera
  5. Soupir, do słów Sully'ego Prudhomme'a
  6. La fuite, do słów Théophile’a Gautiera
- Chanson d’amour na głos i fortepian, 1904
- Douces larmes na głos i fortepian, 1905
- Chansons de page na tenor i sopran